# Famille von Drygalski
La famille von Drygalski, également Drigalski, Drigalsky, Drygalsky est une ancienne et riche famille noble de Prusse-Orientale, qui porte le surnom de Korvin. Les Drygalski sont une branche de la noble famille polonaise Gutowski (de) de la famille chevaleresque de Slepowron (Korvin) du duché de Mazovie .

## Histoire
En 1505, le noble Martinus Gutowski achète les villages de Drygallen, Wiersbinnen (de) et Schlaga près de Lyck en Mazurie. Son fils Paul est pasteur à Drygallen de 1546 à 1596 et prend le nom de Drygalski en raison de sa résidence à Drygallen. Il devient ainsi l'ancêtre de la famille von Drygalski. La famille Drygalski apparaît jusqu'au début du XVIIIe siècle à Drygallen, plus tard, les membres de cette famille acquièrent d'autres propriétés considérables dans les arrondissements de Lötzen (de), Angerburg, Lyck, Johannisburg et en Lituanie.
Alexandre et Johannes von Drygalski reçoivent un diplôme de reconnaissance de leur ancienne noblesse des mains du roi Frédéric II le 18 février 1755. De nombreux descendants sont issus de cette famille qui servent avec distinction dans le service militaire et civil royal prussien. Le classement de l'armée prussienne de 1806 répertorie 13 officiers de ce nom. La famille noble existe toujours.

## Blason

Armoiries Drygalski – Armoiries de la famille Slepowron

Dans le champ bleu ciel se dresse un fer à cheval en argent avec ses talons relevés sur le dessous et sur ses épaules se trouve une croix de cavalier dorée. Sur la croix se trouve un corbeau, tourné vers la droite, avec un anneau d'or dans son bec. Dans le bijou au-dessus du casque, dans la couronne, se trouve le même corbeau noir avec l'anneau d'or dans son bec. Les labres sont bleus, argentés sur le dessous.[réf. nécessaire]

## Personnalités
- Karl August Alexander von Drigalski (de) (1779-1840), général de division prussien
- Otto von Drigalski (de) (1788-1860), lieutenant général prussien
- Fedor von Drygalski (1821-1897), général de l'armée ottomane
- Bernhard von Drigalski (de) (1823-1890), général de cavalerie prussien
- Rudolf von Drygalski (1837-1917), général de division prussien
- Erich von Drygalski (1865-1949), géographe, géophysicien et explorateur polaire allemand
- Wilhelm von Drigalski (1871-1950), bactériologiste allemand
- Irma von Drygalski (1892-1953), écrivain allemande, épouse de l'historien Herbert Derwein (de)